# Birra Peroni
La birra Peroni è una birra lager italiana prodotta dall'omonimo birrificio a partire dal 1846. Dall'ottobre 2016 fa parte del gruppo giapponese Asahi Breweries.
Viene prodotta negli stabilimenti del gruppo situati a Roma, Padova e Bari, mentre il malto proviene dalla Malteria Saplo di Pomezia.

## Storia
La birra Peroni nasce nel 1846 a Vigevano ad opera di Francesco Peroni. Nel 1864 viene poi aperto un secondo stabilimento a Roma. Nel 1872 lo stabilimento viene spostato dalla zona di piazza di Spagna a quella di Borgo Santo Spirito, prima del definitivo trasferimento in zona Colosseo, avvenuto nel 1890.
A partire dal 1867 l'azienda inizia ad essere gestita da Giovanni Peroni, figlio di Francesco, coadiuvato dal fratello Cesare, il quale si rende protagonista di alcuni viaggi in Germania per studiare il metodo di fabbricazione della birra a bassa fermentazione: da questi viaggi segue l'inizio della produzione di due tipologie di birra a bassa fermentazione: la Vienna dal colore giallo e leggermente amara e la Monaco o Baviera, birra scura dal sapore più dolce.
Con l'acquisizione della Società Romana della fabbricazione del ghiaccio e della neve artificiale, avvenuta nel 1901, la Peroni incrementa la sua diffusione nella zona romana, anche grazie ad una squadra di carri a trazione animale deputati alle consegne della birra.

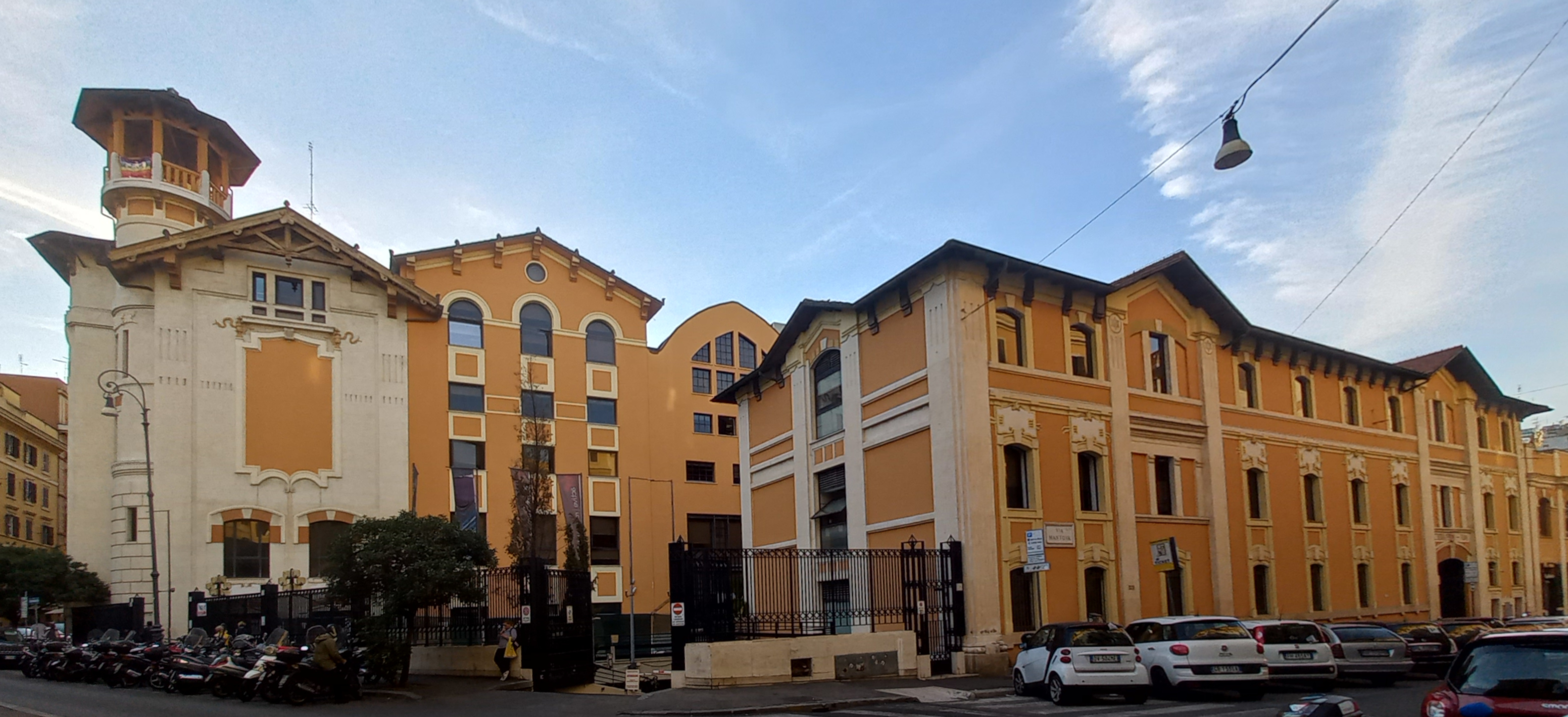
Gli ex stabilimenti Peroni a Roma

Nei primi anni del novecento la diffusione sul mercato della Peroni viene promossa tramite mascotte popolari, personaggi come il ciociaretto, che deve il suo nome alle ciocie, tipiche calzature con lacci usate dai pastori nel basso Lazio e il cameriere.
Nel 1924 viene inaugurato il nuovo stabilimento produttivo di Bari che a regime arriva a produrre 25.000 ettolitri l'anno di birra Peroni rispetto ad una produzione totale annuale di 150.000 ettolitri. Alla fine degli anni venti viene lanciato un nuovo formato da 20 centilitri, il "Peroncino", che godrà di grande successo fino agli anni '60 e sarà poi riproposto sul mercato a partire dal 2015 dopo anni di assenza dal mercato.
A partire dagli anni '60 la Peroni conosce un periodo di diffusione in tutta Italia, grazie allo slogan ideato da Nicola Lepore (1921-2000) Chiamami Peroni, sarò la tua birra e ad una serie di campagne pubblicitarie: la prima con protagonista la modella tedesca Solvi Stübing e, poi, dopo di lei, Jo Whine, Michelle Gastar, Anneline Kiel, Lee Richard, Milly Carlucci, Filippa Lagerbäck, Adriana Sklenaříková, Jennifer Driver e Camilla Vest.
Nel 1963 viene lanciata sul mercato la Nastro Azzurro, che deve il suo nome alla vittoria nel 1933 del Nastro azzurro dell'Atlantico da parte del transatlantico italiano Rex: in un primo momento il nuovo prodotto riscuote poco successo sul mercato, tuttavia nei due anni successivi al lancio viene modificato abbassando la gradazione alcolica e rendendolo meno amaro iniziando ad aumentare gradualmente la sua diffusione sino a diventare negli anni 2000 la birra italiana più venduta sui mercati esteri, in molti dei quali, come in Colombia, venduta con il doppio nome Peroni - Nastro Azzurro, viene considerata birra di fascia alta, consumata solo nei locali più lussuosi ed alla moda.
Negli anni sessanta viene aperto anche un ufficio commerciale a New York dando così inizio all'esportazione della Peroni negli Stati Uniti.
Nel 2001 la Peroni vince la Medaglia d'oro dell'American Tasting Institute, mentre nel 2006 viene premiata con la medaglia d'argento dal Monde Selection Organizing Committee di Bruxelles.
Negli anni duemiladieci si assiste ad un progressivo allargamento della gamma con la produzione di nuove varianti tra cui la Peroni senza glutine, lanciata nel 2014, così come la Peroni Chill Lemon, radler aromatizzata al limone, la Peroni cruda non pastorizzata, lanciata nel 2017, e la Peroni non filtrata nel 2021.

## Caratteristiche
La Peroni viene prodotta con i seguenti ingredienti:
- acqua nella proporzione di quattro litri per un litro di birra, acque dure sono utilizzate per Stout, Porter, Bock e Doppelbock, mentre le acque dolci si utilizzano per la produzione di Pils e Lager.
- malto d'orzo di varietà distica proveniente da diverse regioni italiane
- granturco Nostrano Peroni non OGM sviluppato insieme all'Unità di Ricerca per la Maiscoltura di Bergamo che origina dalle varietà italiane Nostrano dell'Isola, Scagliolo Marne e Marano tradizionalmente coltivate per fini alimentari, specialmente per la produzione della polenta; è utilizzato per la produzione della Nastro Azzurro
- luppolo di varietà saaz-saaz, tettnang e willamette
- Lievito della famiglia Saccharomyces, la stessa utilizzata per la produzione dei vini

## Varietà
- Peroni - Lager chiara dal colore giallo paglierino e dal gusto leggermente amaro, con note di luppolo e malto, disponibile in bottiglia da 20, 33, 66 e 75 cl e lattine da 33 o 50 cl, oltre che alla spina[24];
- Peroni Gran Riserva Puro Malto - Premium lager prodotta utilizzando malto italiano dorato caratterizzata da note di cereali tostati e luppolo aromatico. disponibile in bottiglia da 50 cl[25];Bottiglia di Peroncino

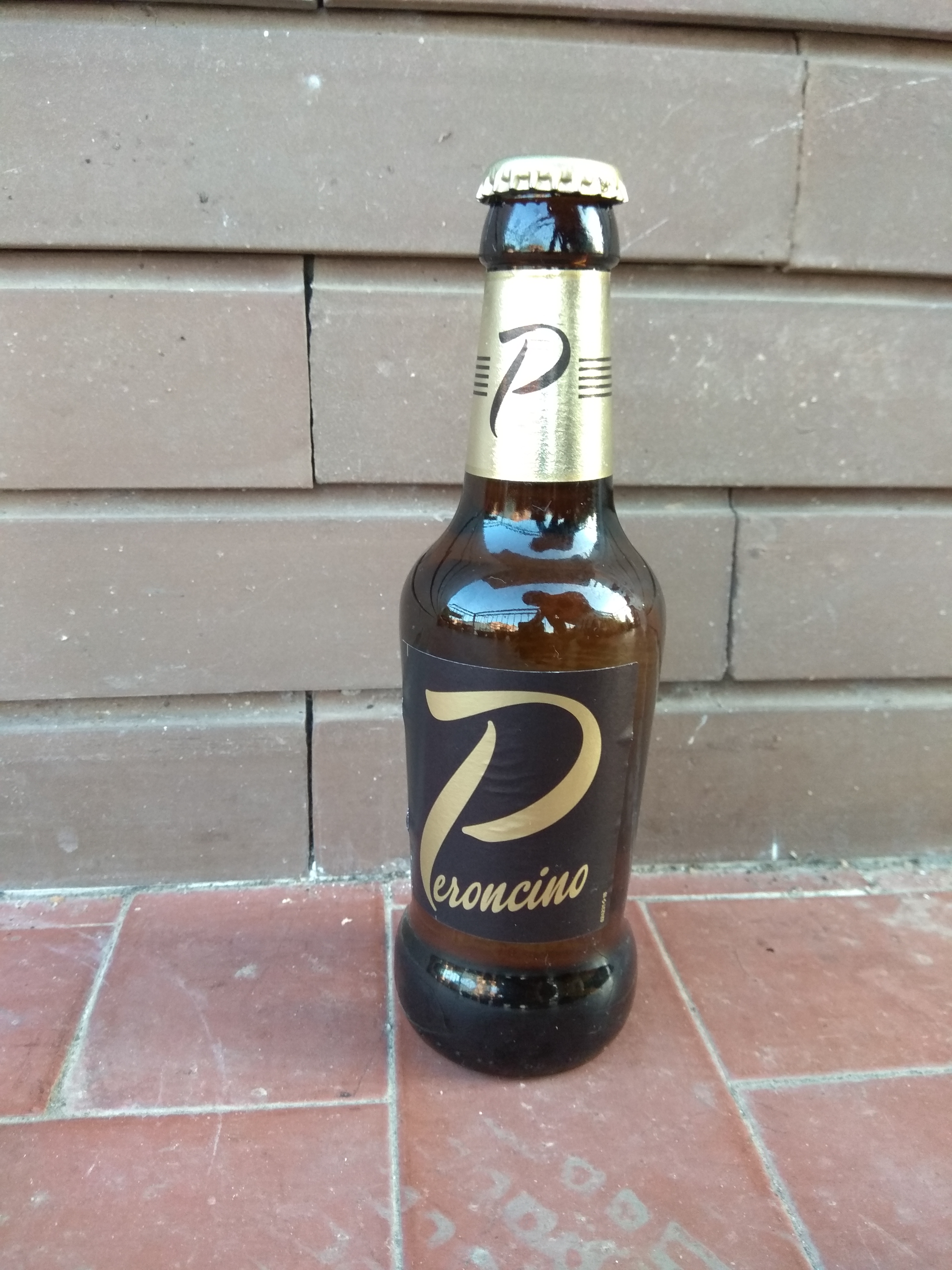
Bottiglia di Peroncino

- Peroni Gran Riserva Doppio Malto - Bock doppio malto ottenuta con malto italiano bronzato con aroma di cereali e malto tostato, leggermente speziato, creata per festeggiare i 150 anni di attività; disponibile in bottiglia da 50 cl[26];
- Peroni Gran Riserva Rossa - Vienna lager rossa ottenuta utilizzando malto ambrato proveniente dall'Italia, dal gusto corposo e dall'aroma di caramello; disponibile in bottiglia da 50 cl[27];
- Peroncino - Lager premium dal gusto secco e con aggiunta di mais; disponibile unicamente nel formato in bottiglia da 25 cl ed ideata specificatamente per essere consumata per l'aperitivo[28];
- Peroni Senza Glutine - versione senza glutine della Peroni tradizionale, disponibile in bottiglia da 33 cl[29];
- Peroni Chill Lemon - Radler aromatizzata al limone disponibile in bottiglia da 33 cl[30].
- Peroni Cruda (2017) - Lager non pastorizzata e microfiltrata a basse temperature dal grado alcolico 4,6%, caratterizzata dal colore giallo paglierino e dal retrogusto amaro del luppolo[31]. Ideata dal mastro birraio Giuseppe Menin, viene presentata nel marzo 2017[32]. Per i primi due anni la birra è disponibile solo per il canale on-permise in bottiglie da 33 cl. e in fusti per la spillatura[33]. A partire dal 2019 vien proposta nella grande distribuzione. Nel 2017 viene insignita di quattro stelle nella categoria Pale lager al The Beer Awards 2017/2018[34], mentre l'anno successivo viene premiata come "International Style Lager of The Year" al New York International Beer Competition[35][36].

## Archivio
Il fondo Birra Peroni srl  , che comprende anche un fondo fotografico, è conservato presso l'Archivio Storico e Museo Birra Peroni a Roma.